# Premi BAFTA 1980
I premi della 33ª edizione dei British Academy Film Awards furono conferiti il 20 marzo 1980 dalla British Academy of Film and Television Arts alle migliori produzioni cinematografiche del 1979.

## Vincitori e candidati

### Miglior film
- Manhattan, regia di Woody Allen
- Apocalypse Now, regia di Francis Ford Coppola
- Il cacciatore (The Deer Hunter), regia di Michael Cimino
- Sindrome cinese (The China Syndrome), regia di James Bridges

### Miglior regista
- Francis Ford Coppola – Apocalypse Now
- Woody Allen – Manhattan
- Michael Cimino  – Il cacciatore (The Deer Hunter)
- John Schlesinger – Yankees (Yanks)

### Miglior attore protagonista
- Jack Lemmon – Sindrome cinese (The China Syndrome)
- Woody Allen – Manhattan
- Robert De Niro – Il cacciatore (The Deer Hunter)
- Martin Sheen – Apocalypse Now

### Migliore attrice protagonista
- Jane Fonda – Sindrome cinese (The China Syndrome)
- Diane Keaton – Manhattan
- Maggie Smith – California Suite
- Meryl Streep – Il cacciatore (The Deer Hunter)

### Miglior attore non protagonista
- Robert Duvall – Apocalypse Now
- Denholm Elliott – Saint Jack
- John Hurt – Alien
- Christopher Walken – Il cacciatore (The Deer Hunter)

### Migliore attrice non protagonista
- Rachel Roberts – Yankees (Yanks)
- Lisa Eichhorn – Gli europei (The Europeans)
- Mariel Hemingway – Manhattan
- Meryl Streep – Manhattan

### Migliore attore o attrice debuttante
- Dennis Christopher – All American Boys (Breaking Away)
- Gary Busey – The Buddy Holly Story
- Sigourney Weaver – Alien
- Ray Winstone – That Summer!

### Migliore sceneggiatura
- Woody Allen, Marshall Brickman – Manhattan
- Walter Bernstein, Colin Welland – Yankees (Yanks)
- James Bridges, T.S. Cook, Mike Gray  – Sindrome cinese (The China Syndrome)
- Deric Washburn  – Il cacciatore (The Deer Hunter)

### Migliore fotografia
- Vilmos Zsigmond – Il cacciatore (The Deer Hunter)
- Dick Bush – Yankees (Yanks)
- Vittorio Storaro – Apocalypse Now
- Gordon Willis – Manhattan

### Migliore scenografia
- Michael Seymour – Alien
- Brian Morris – Yankees (Yanks)
- Jeremiah Rusconi – Gli europei (The Europeans)
- Dean Tavoularis – Apocalypse Now

### Migliori musiche originali (Anthony Asquith Award for Original Film Music)
- Ennio Morricone – I giorni del cielo (Days of Heaven)
- Carmine Coppola, Francis Ford Coppola – Apocalypse Now
- Jerry Goldsmith – Alien
- Richard Rodney Bennett – Yankees (Yanks)

### Miglior sonoro (Best Sound)
- Derrick Leather, Jim Shields, Bill Rowe – Alien
- Nathan Boxer, Richard P. Cirincione, Walter Murch – Apocalypse Now
- C. Darin Knight, James J. Klinger, Richard Portman – Il cacciatore (The Deer Hunter)

### Miglior montaggio
- Peter Zinner – Il cacciatore (The Deer Hunter)
- Richard Marks, Walter Murch, Gerald B. Greenberg, Lisa Fruchtman – Apocalypse Now
- Susan E. Morse – Manhattan
- Terry Rawlings – Alien

### Migliori costumi
- Shirley Russell – Yankees (Yanks)
- John Mollo – Alien
- Judy Moorcroft – Gli europei (The Europeans)
- Shirley Russell – Il segreto di Agatha Christie (Agatha)

### Miglior sonoro
- Manhattan – James Sabat, Dan Sable, Jack Higgins

### Miglior documentario
- L'albero degli zoccoli, regia di Ermanno Olmi

### Miglior cortometraggio
- Butch Minds the Baby, regia di Peter Webb
- Dilemma, regia di Clive Mitchell
- Dream Doll, regia di Bob Godfrey
- Mr. Pascal, regia di Alison De Vere